# Muhammad Imran (Leichtathlet)
Muhammad Imran (* 13. März 1983) ist ein ehemaliger pakistanischer Leichtathlet, der sich auf den Sprint spezialisiert hat.

## Sportliche Laufbahn
Erste internationale Erfahrungen sammelte Muhammad Imran vermutlich im Jahr 2004, als er bei den Südasienspielen in Islamabad in 21,24 s die Silbermedaille im 200-Meter-Lauf hinter dem Sri-Lanker Rohan Pradeep Kumara gewann und mit der pakistanischen 4-mal-100-Meter-Staffel in 40,36 s die Bronzemedaille hinter den Teams aus Indien und Sri Lanka gewann. Zudem stellte er damit einen neuen pakistanischen Landesrekord auf. Im Jahr darauf belegte er bei den erstmals ausgetragenen Islamic Solidarity Games in Mekka in 21,19 s den vierten Platz über 200 Meter und anschließend kam er bei den Asienmeisterschaften in Incheon mit 21,96 s nicht über den Vorlauf hinaus. Zudem schied er dort im 100-Meter-Lauf mit 10,77 s im Halbfinale aus. Daraufhin belegte er bei den Hallenasienspielen in Bangkok in 6,95 s den siebten Platz über 60 Meter. 2006 gewann er bei den Südasienspielen in Colombo in 21,52 s die Bronzemedaille über 200 Meter hinter dem Sri-Lanker Rohan Pradeep Kumara und Vishal Saxena aus Indien und belegte in 10,77 s den vierten Platz über 100 Meter. Zudem gewann er im Staffelbewerb in 40,76 s die Silbermedaille hinter dem indischen Team. Im Jahr darauf belegte er bei den Hallenasienspielen in Macau in 6,79 s den fünften Platz im 60-Meter-Lauf und auch bei den Hallenasienmeisterschaften 2008 in Doha gelangte er mit 6,82 s auf Rang fünf. 2013 beendete er dann seine aktive sportliche Karriere im Alter von 30 Jahren.
2008 wurde Imran pakistanischer Meister im 100-Meter-Lauf.

## Persönliche Bestleistungen
- 100 Meter: 10,68 s (−0,2 m/s), 7. März 2008 in Kochi
  - 60 Meter (Halle): 6,79 s, 30. Oktober 2007 in Macau
- 200 Meter: 21,19 s (0,0 m/s), 15. April 2005 in Mekka